# Leymus lanatus
Leymus lanatus là một loài thực vật có hoa trong họ Hòa thảo. Loài này được (Korsh.) Tzvelev mô tả khoa học đầu tiên năm 1969 publ. 1970.